# Clausola passerella
Nell’ambito del Diritto dell'Unione europea, una clausola passerella è una particolare clausola presente in varie forme nei Trattati che consente, a determinate condizioni, l'alterazione di alcune procedure legislative (e dunque il conseguente alleggerimento delle modalità decisionali che presiedono all’esercizio di una specifica competenza) senza alterare formalmente il testo dei trattati con una procedura di revisione (e conseguente ratifica) ed evitare così un immobilismo politico.
La ratio legis di quest’ultima, apparentemente dissonante, è in realtà da ricercare nel desiderio di superare, in circostanze strettamente circoscritte e vincolate, il gravoso processo che deriva (come visto in sede di approvazione dei Trattati di Maastricht e Lisbona) dalla modifica del testo del diritto primario, senza tuttavia alterare, a garanzia dell’ordinamento eurounitario, il principio di rigidità insito nelle disposizioni stesse (tanto che comunque, nonostante la possibilità di “aggirare” gli ostacoli ordinari, è comunque richiesta la costruzione di un contesto favorevole decisamente difficoltosa).

## Tipologie ed applicazioni

### Ambito di riferimento
Lungo il testo dei Trattati, sin dall’entrata in vigore del Lisbona sono rinvenibili varie tipologie di clausole passerella, che si dividono in due grandi tipologie:
- La Clausola passerella generale, prevista dall’Art. 48, § (7) del Trattato sull'Unione europea (TUE) ed invocabile per ogni materia che ordinariamente dovrebbe deliberarsi, secondo il medesimo riferimento — comma 1, all’unanimità (rendendola invece approvabile a maggioranza qualificata) o, secondo il Trattato sul funzionamento dell'Unione europea (TFUE) — comma 2, con una procedura legislativa speciale (rendendola invece approvabile con la procedura legislativa ordinaria);[3]

- Varie Clausole passerella particolari, distribuite su più articoli e più agevoli da applicare perché richiedono, in base alla materia, minori prerequisiti.[1]

### Applicazione
Nell’ambito più strettamente procedurale, dunque, ai fini dell’effettiva applicazione, le due tipologie prevedono modalità diverse più o meno gravose:
- La Clausola passerella generale necessita di[4][3]:

1. un’esplicita mozione di richiesta (non potendo dunque essere uno strumento “automatico” o “pre-autorizzato”);
2. l’unanimità di tutti i rappresentanti degli Stati membri (inviati dai rispettivi governi) in seno al Consiglio dell'Unione europea (anche se quelli con opt-out e coloro che non partecipano a forme di cooperazione rafforzata potrebbero essere, in base al caso, esenti)
3. l’approvazione del Parlamento europeo a maggioranza assoluta (minimo 361/720);
4. la trasmissione della volontà politica ai vari parlamenti degli Stati membri (per permettere dunque anche alle forze non attivamente parte o all’opposizione rispetto ai governi di esaminare il progetto) e l’assenza di obiezioni pregiudiziali entro il termine di decadenza di sei mesi. Quest’ultima condizione, nello specifico, originariamente non prevista, fu recepita solo dopo un’obiezione della Corte costituzionale federale tedesca (BVerfG), che ritenne irrazionale la compressione, a favore dell’operato dei governi (che non rappresentano pienamente tutto lo spettro politico della popolazione), del principio del pluralismo politico tipico delle democrazie rappresentative e del ruolo del Parlamento in quest’ultime come organo di controllo.[2]

Se una di queste condizioni non è rispettata, la proposta si ritiene respinta, ma può essere ripresentata.
- Le clausole passerella particolari, invece, si dividono nell’applicazione a loro volta in tre sottocategorie, a seconda dell’incidenza che altri organi, come Parlamento europeo e Commissione europea, hanno sul procedimento in seno al Consiglio dell'Unione europea. Nello specifico esistono[5]:

- - Clausole passerella particolari attivabili dal solo Consiglio dell'Unione europea:

1. 1. Ai sensi dell’Art. 31 TUE, in materia di ampliamento dell'elenco delle questioni rientranti nella Politica estera e di sicurezza comune (PESC) ove è possibile approvare a maggioranza qualificata;
  2. Ai sensi dell'Art. 312 TFUE, in materia di adozione di regolamenti in materia di Quadro finanziario pluriennale (QFP), permettendo un voto a maggioranza qualificata.

- - Clausole passerella particolari attivabili nel contesto della Cooperazione rafforzata:

1. 1. Ai sensi dell'Art. 333 TFUE, gli Stati membri che partecipano a una forma di cooperazione rafforzata possono votare per passare, all’interno di quest’ultima, al voto a maggioranza qualificata o da una procedura legislativa speciale a quella legislativa ordinaria, purché vi sia unanimità in seno al Consiglio dell'Unione europea e, nel secondo caso, il Parlamento europeo sia stato consultato.

- - Clausole passerella particolari attivabili dal Consiglio su proposta della Commissione dopo la consultazione del Parlamento

1. 1. Ai sensi dell'Art. 153 TFUE, in alcuni settori che riguardano i diritti dei lavoratori, se si passa da una procedura legislativa speciale (unanimità e consultazione del Parlamento) alla procedura legislativa ordinaria;
  2. Ai sensi dell'Art. 192 TFUE, in taluni settori che riguardano le questioni ambientali, se si passa da una procedura legislativa speciale (unanimità e consultazione del Parlamento) alla procedura legislativa ordinaria.

- - Clausole passerella particolari attivabili dal Consiglio su proposta della Commissione dopo che nessun Parlamento nazionale si è opposto entro il periodo previsto

1. 1. Ai sensi dell'Art. 81 TFUE, nei riguardi degli aspetti del diritto di famiglia con implicazioni transfrontaliere che possono essere oggetto di atti adottati con procedura legislativa ordinaria.